# Moskvitch 400

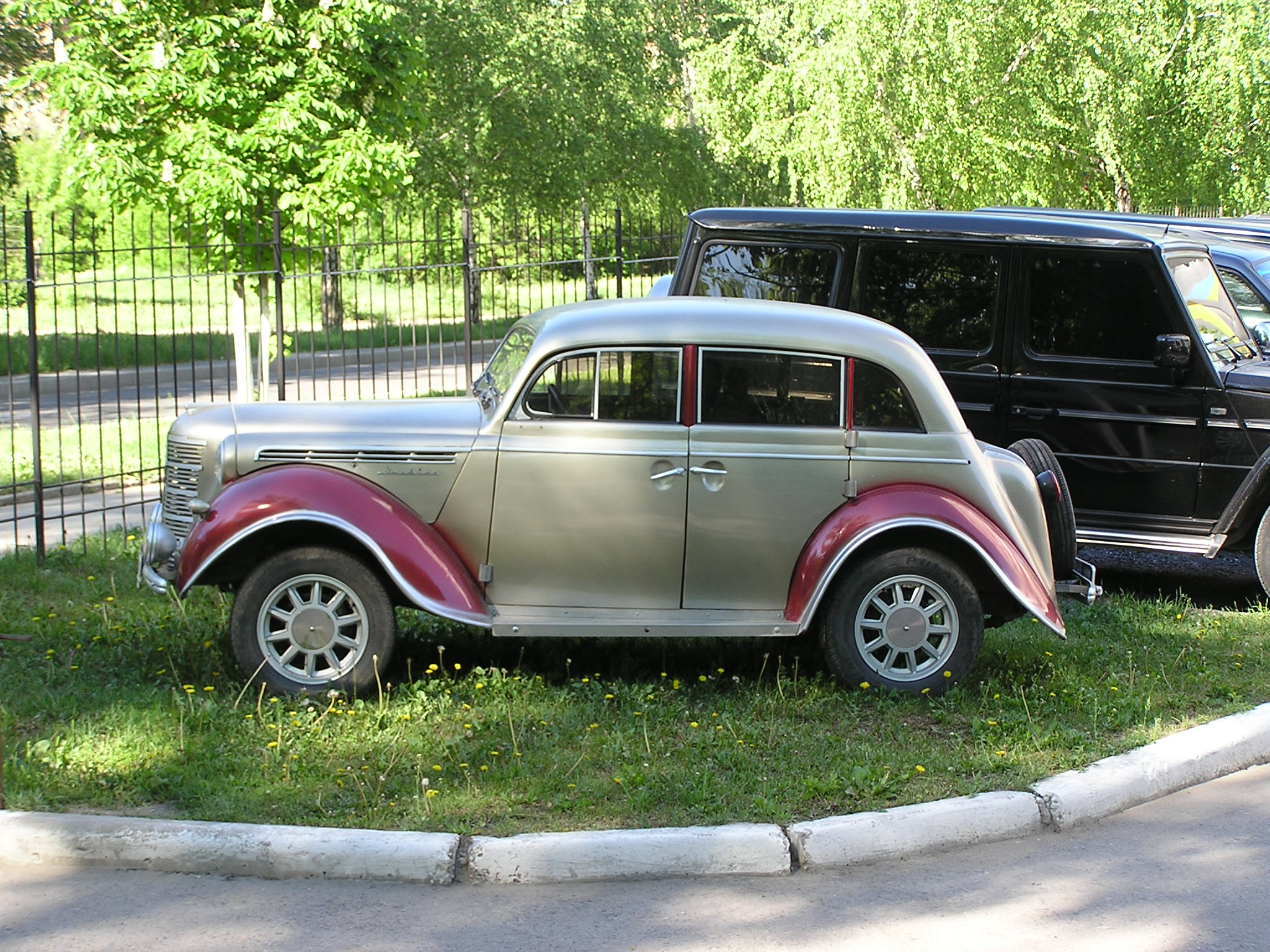
Moskvitch 400.

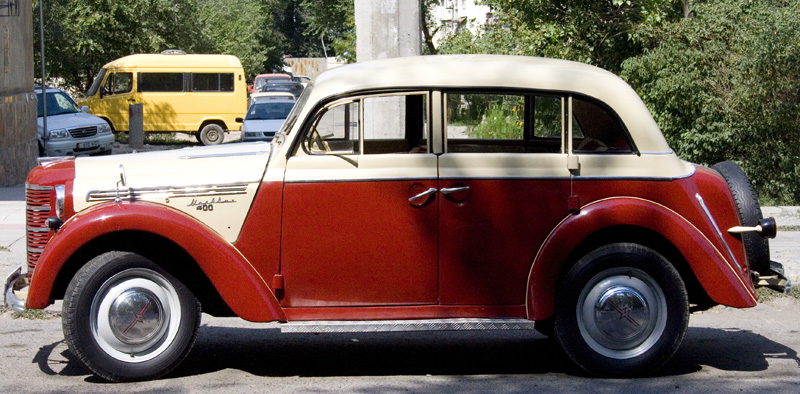
Moskvitch 400/420 en las calles de Biskek.

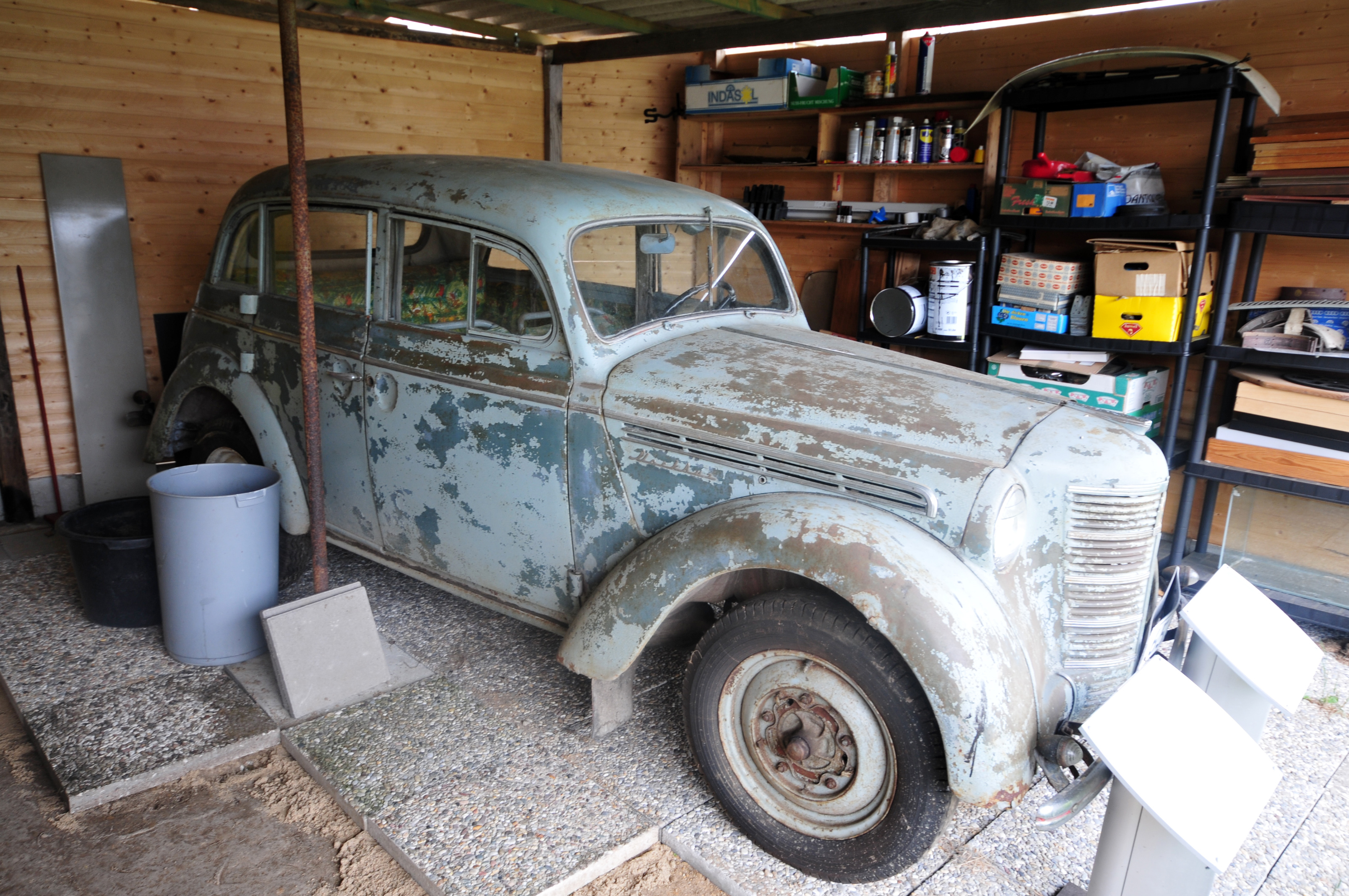

Mosvitch 400 es un modelo de automóvil de la compañía soviética Moskvitch, introducido en 1947, era un modelo muy basado en el Opel Kadett.
Existió un modelo de pruebas que fue fabricado primero, el "Modelo 10", sin embargo, fue desaprobado por Iósif Stalin por el diseño de los faros delanteros, el hecho de que solo tenía dos puertas y otros detalles, así que el coche fue rediseñado.
La producción de este auto terminó en 1956, ya que en ese entonces, el diseño ya era muy viejo.